# Lijst van afleveringen van The Big Valley
Dit is een lijst met afleveringen van de Amerikaanse televisieserie The Big Valley. De serie telt 4 seizoenen. Een overzicht van alle afleveringen is hieronder te vinden.

## Seizoen 1
| Nr. | Titel aflevering            | Uitzenddatum VS   | Productiecode |
| --- | --------------------------- | ----------------- | ------------- |
| 1   | Palms of Glory              | 15 september 1965 | 5929          |
| 2   | Forty Rifles                | 22 september 1965 | 6319          |
| 3   | Boots with My Father's Name | 29 september 1965 | 6315          |
| 4   | The Young Marauders         | 6 oktober 1965    | 6301          |
| 5   | The Odyssey of Jubal Tanner | 13 oktober 1965   | 6311          |
| 6   | Heritage                    | 20 oktober 1965   | 6305          |
| 7   | Winner Lose All             | 27 oktober 1965   | 6317          |
| 8   | My Son, My Son              | 3 november 1965   | 6321          |
| 9   | Earthquake!                 | 10 november 1965  | 6323          |
| 10  | The Murdered Party          | 17 november 1965  | 6325          |
| 11  | The Way to Kill a Killer    | 24 november 1965  | 6307          |
| 12  | Night of the Wolf           | 1 december 1965   | 6335          |
| 13  | The Guilt of Matt Bentell   | 8 december 1965   | 6327          |
| 14  | The Brawlers                | 15 december 1965  | 6303          |
| 15  | Judgement in Heaven         | 22 december 1965  | 6341          |
| 16  | The Invaders                | 29 december 1965  | 6309          |
| 17  | By Fires Unseen             | 5 januari 1966    | 6339          |
| 18  | A Time to Kill              | 19 januari 1966   | 6343          |
| 19  | Teacher of Outlaws          | 2 februari 1966   | 6337          |
| 20  | Under a Dark Star           | 9 februari 1966   | 6313          |
| 21  | Barbary Red                 | 16 februari 1966  | 6329          |
| 22  | The Death Merchant          | 23 februari 1966  | 6331          |
| 23  | Fallen Hawk, the            | 2 maart 1966      | 6347          |
| 24  | Hazard                      | 9 maart 1966      | 6349          |
| 25  | Into the Widow's Web        | 23 maart 1966     | 6333          |
| 26  | By Force and Violence       | 30 maart 1966     | 6351          |
| 27  | The River Monarch           | 6 april 1966      | 6353          |
| 28  | The Midas Man               | 13 april 1966     | 6355          |
| 29  | Tunnel of Gold              | 20 april 1966     | 6357          |
| 30  | Last Train to the Fair      | 27 april 1966     | 6345          |

## Seizoen 2
| Nr. | Titel aflevering            | Uitzenddatum VS   | Productiecode |
| --- | --------------------------- | ----------------- | ------------- |
| 1   | Lost Treasure               | 12 september 1966 | 7010          |
| 2   | Legend of a General: Part 1 | 19 september 1966 | 7014          |
| 3   | Legend of a General: Part 2 | 26 september 1966 | 7016          |
| 4   | Caesar's Wife               | 3 oktober 1966    | 7006          |
| 5   | Pursuit                     | 10 oktober 1966   | 7024          |
| 6   | The Martyr                  | 17 oktober 1966   | 7032          |
| 7   | Target                      | 31 oktober 1966   | 7008          |
| 8   | The Velvet Trap             | 7 november 1966   | 7020          |
| 9   | The Man from Nowhere        | 14 november 1966  | 7034          |
| 10  | The Great Safe Robbery      | 21 november 1966  | 7004          |
| 11  | The Iron Box                | 28 november 1966  | 7022          |
| 12  | Last Stage to Salt Flats    | 5 december 1966   | 7030          |
| 13  | A Day of Terror             | 12 december 1966  | 7026          |
| 14  | Hide the Children           | 19 december 1966  | 7038          |
| 15  | Day of the Comet            | 26 december 1966  | 7002          |
| 16  | Wagonload of Dreams         | 2 januari 1967    | 7036          |
| 17  | Image of Yesterday          | 9 januari 1967    | 7042          |
| 18  | Boy Into Man                | 16 januari 1967   | 7012          |
| 19  | Down Shadow Street          | 23 januari 1967   | 7044          |
| 20  | The Stallion                | 30 januari 1967   | 7040          |
| 21  | The Haunted Gun             | 6 februari 1967   | 7046          |
| 22  | The Price of Victory        | 13 februari 1967  | 7028          |
| 23  | Brother Love                | 20 februari 1967  | 7018          |
| 24  | Court Martial               | 6 maart 1967      | 7048          |
| 25  | Plunder at Hawk's Grove     | 13 maart 1967     | 7050          |
| 26  | Turn of a Card              | 20 maart 1967     | 7052          |
| 27  | Showdown in Limbo           | 27 maart 1967     | 7054          |
| 28  | The Lady from Mesa          | 3 april 1967      | 7056          |
| 29  | Days of Grace               | 17 april 1967     | 7058          |
| 30  | Cage of Eagles              | 24 april 1967     | 7060          |

## Seizoen 3
| Nr. | Titel aflevering          | Uitzenddatum VS   | Productiecode |
| --- | ------------------------- | ----------------- | ------------- |
| 1   | Joaquin                   | 11 september 1967 | 7107          |
| 2   | Ambush                    | 18 september 1967 | 7117          |
| 3   | A Flock of Trouble        | 25 september 1967 | 7111          |
| 4   | Time After Midnight       | 2 oktober 1967    | 7131          |
| 5   | Night in a Small Town     | 9 oktober 1967    | 7121          |
| 6   | Ladykiller                | 16 oktober 1967   | 7109          |
| 7   | Guilty                    | 30 oktober 1967   | 7115          |
| 8   | The Disappearance         | 6 november 1967   | 7125          |
| 9   | A Noose Is Waiting        | 13 november 1967  | 7113          |
| 10  | Explosion!: Part 1        | 20 november 1967  | 7127          |
| 11  | Explosion!: Part 2        | 27 november 1967  | 7129          |
| 12  | Four Days to Furnace Hill | 4 december 1967   | 7119          |
| 13  | Night of the Executioner  | 11 december 1967  | 7103          |
| 14  | Journey Into Violence     | 18 december 1967  | 7137          |
| 15  | The Buffalo Man           | 25 december 1967  | 7133          |
| 16  | The Good Thieves          | 1 januari 1968    | 7101          |
| 17  | Days of Wrath             | 8 januari 1968    | 7139          |
| 18  | Miranda                   | 15 januari 1968   | 7143          |
| 19  | Shadow of a Giant         | 29 januari 1968   | 7141          |
| 20  | Fall of a Hero            | 5 februari 1968   | 7123          |
| 21  | The Emperor of Rice       | 12 februari 1968  | 7135          |
| 22  | Rimfire                   | 19 februari 1968  | 7105          |
| 23  | A Bounty on a Barkley     | 26 februari 1968  | 7145          |
| 24  | Devil's Masquerade        | 4 maart 1968      | 7149          |
| 25  | Run of the Savage         | 11 maart 1968     | 7147          |
| 26  | The Challenge             | 18 maart 1968     | 7151          |

## Seizoen 4
| Nr. | Titel aflevering              | Uitzenddatum VS   | Productiecode |
| --- | ----------------------------- | ----------------- | ------------- |
| 1   | In Silent Battle              | 23 september 1968 | 7226          |
| 2   | They Called Her Delilah       | 30 september 1968 | 7216          |
| 3   | Presumed Dead                 | 7 oktober 1968    | 7214          |
| 4   | Run of the Cat                | 21 oktober 1968   | 7206          |
| 5   | Deathtown                     | 28 oktober 1968   | 7234          |
| 6   | The Jonah                     | 11 november 1968  | 7228          |
| 7   | Hell Hath No Fury             | 18 november 1968  | 7210          |
| 8   | The Long Ride                 | 25 november 1968  | 7212          |
| 9   | The Profit and the Lost       | 2 december 1968   | 7230          |
| 10  | A Stranger Everywhere         | 9 december 1968   | 7218          |
| 11  | The Prize                     | 16 december 1968  | 7224          |
| 12  | Hunter's Moon                 | 30 december 1968  | 7220          |
| 13  | Top of the Stairs             | 6 januari 1969    | 7232          |
| 14  | Joshua Watson                 | 20 januari 1969   | 7236          |
| 15  | The Secret                    | 27 januari 1969   | 7240          |
| 16  | The 25 Graves of Midas        | 3 februari 1969   | 7202          |
| 17  | Lightfoot                     | 17 februari 1969  | 7244          |
| 18  | Alias Nellie Handley          | 24 februari 1969  | 7238          |
| 19  | The Royal Road                | 3 maart 1969      | 7252          |
| 20  | A Passage of Saints           | 10 maart 1969     | 7204          |
| 21  | The Battle of Mineral Springs | 24 maart 1969     | 7242          |
| 22  | The Other Face of Justice     | 31 maart 1969     | 7246          |
| 23  | Town of No Exit               | 7 april 1969      | 7250          |
| 24  | Danger Road                   | 21 april 1969     | 7248          |
| 25  | Flight from San Miguel        | 28 april 1969     | 7222          |
| 26  | Point and Counterpoint        | 19 mei 1969       | 7208          |